# Джеймс Дісней-Мей
Джеймс Дісней-Мей (англ. James Disney-May, 4 серпня 1992) — британський плавець.
Учасник Олімпійських Ігор 2012 року.